# Basida
Basida (arab. بسيدا) – miejscowość w Syrii, w muhafazie Idlib. W 2004 roku liczyła 1187 mieszkańców.